# 高尚
高尚（こうしょう）は、知性や品格が高く上品なことである。高上ともいう。
「高尚な趣味」「高尚な議論」などという時に用いる。対義語は「低俗」「卑俗」「低劣」など。

## 福澤諭吉の思想
福澤諭吉は、高尚を品格ある人間になることという意味で用い、「教育の目的」では高尚になることこそが人類にとってこの上なく大きい幸福につながると考えた。また、『文明論之概略』においては人間の道徳性と知性の高まりによって自然と精神の高尚さも高められるとも考え、物質的な豊かさとともに文明を形成するとした。

## 参考資料
- http://blechmusik.xii.jp/d/hirayama/h32/
- https://web.archive.org/web/20120517205355/http://blogs.yahoo.co.jp/hanaotoiida/9534675.html